# Invincible-Klasse (1908)
Die Invincible-Klasse war eine Klasse von drei Schlachtkreuzern, die in den 1900er-Jahren für die Royal Navy gebaut wurden. Die Schiffe vereinigten verschiedene Eigenschaften des Panzerkreuzers mit einigen des Schlachtschiffs. Die Schiffe sollten somit durch überlegene Feuerkraft feindliche Kreuzer vernichten und durch ihre höhere Geschwindigkeit stärker bewaffneten Schlachtschiffen entkommen können.

## Planung
Der damalige Erste Seelord, Jackie Fisher, sah bereits vor 1905 in der Geschwindigkeit von Schiffen die entscheidende Komponente eines Seekrieges. Die neuen Schiffe sollten für die bewaffnete Aufklärung einer Flotte ausgelegt sein und dabei die schwächeren Panzerkreuzer zukünftiger Gegner übertreffen oder allein Kreuzeroperationen durchführen können. Um jedoch ohne neue Technologien eine höhere Geschwindigkeit von 25 Knoten auf einem Schiff zu erreichen, das gleichzeitig die Waffen eines Schlachtschiffs tragen sollte, musste man das Gewicht der Panzerung reduzieren und den Rumpf verlängern, um eine größere Anzahl von Kesseln einbauen zu können.
Um zukünftige Entwürfe von Schiffen in seinem Sinne zu beeinflussen, berief Fisher am 22. Dezember 1904 das Committee on Designs ein. Dieses Komitee, das ausschließlich aus Unterstützern Fishers bestand, sollte die Voraussetzungen für zukünftige Schiffsbauten prüfen und einen Bericht dazu vorlegen. Zwischen dem 28. Dezember und dem 4. Januar legte der Director of Naval Construction dem Komitee seine ersten drei Entwürfe mit den Bezeichnungen „A“, „B“ und „C“ vor. Diese umfassten eine Bewaffnung von acht 305-mm-Kanonen, eine Leistung von 42.000 shp und eine Panzerung, die den Schiffen der Minotaur-Klasse entsprach. Das Komitee lehnte alle drei Entwürfe mit der Begründung ab, dass die hinteren Türme sich bei gleichzeitigem Feuern gegenseitig behindern würden. Außerdem würde die Konstruktion von zwei Geschütztürmen nebeneinander wie bei Entwurf „B“ und „C“ die Seetauglichkeit negativ beeinflussen. Um diese Auswirkungen zu verringern, entschied das Komitee, einen Geschützturm vorn, einen achtern und einen an jeder Breitseite zu platzieren. Am 12. Januar legten die Konstrukteure dem Komitee entsprechend dieser Vorgaben die Entwürfe „D“ und „E“ vor. Beide Entwürfe waren nahezu identisch und unterschieden sich lediglich in der Aufstellung der beiden Flügeltürme. Das Komitee entschied sich schließlich für Entwurf „E“. Nach weiteren Modifikationen, die vor allem die Panzerung betrafen, legte das Komitee der Admiralität am 22. Februar seinen Abschlussbericht vor. Im Anschluss an den Bericht des Komitees wurde die Konstruktion, die sich aus der Empfehlung für Entwurf „E“ ergab, schließlich am 16. Mai 1905 vom Board of Admiralty genehmigt.

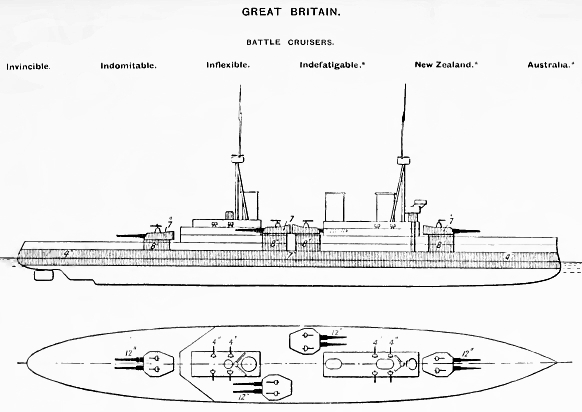
Anordnung von Panzerung und Bewaffnung

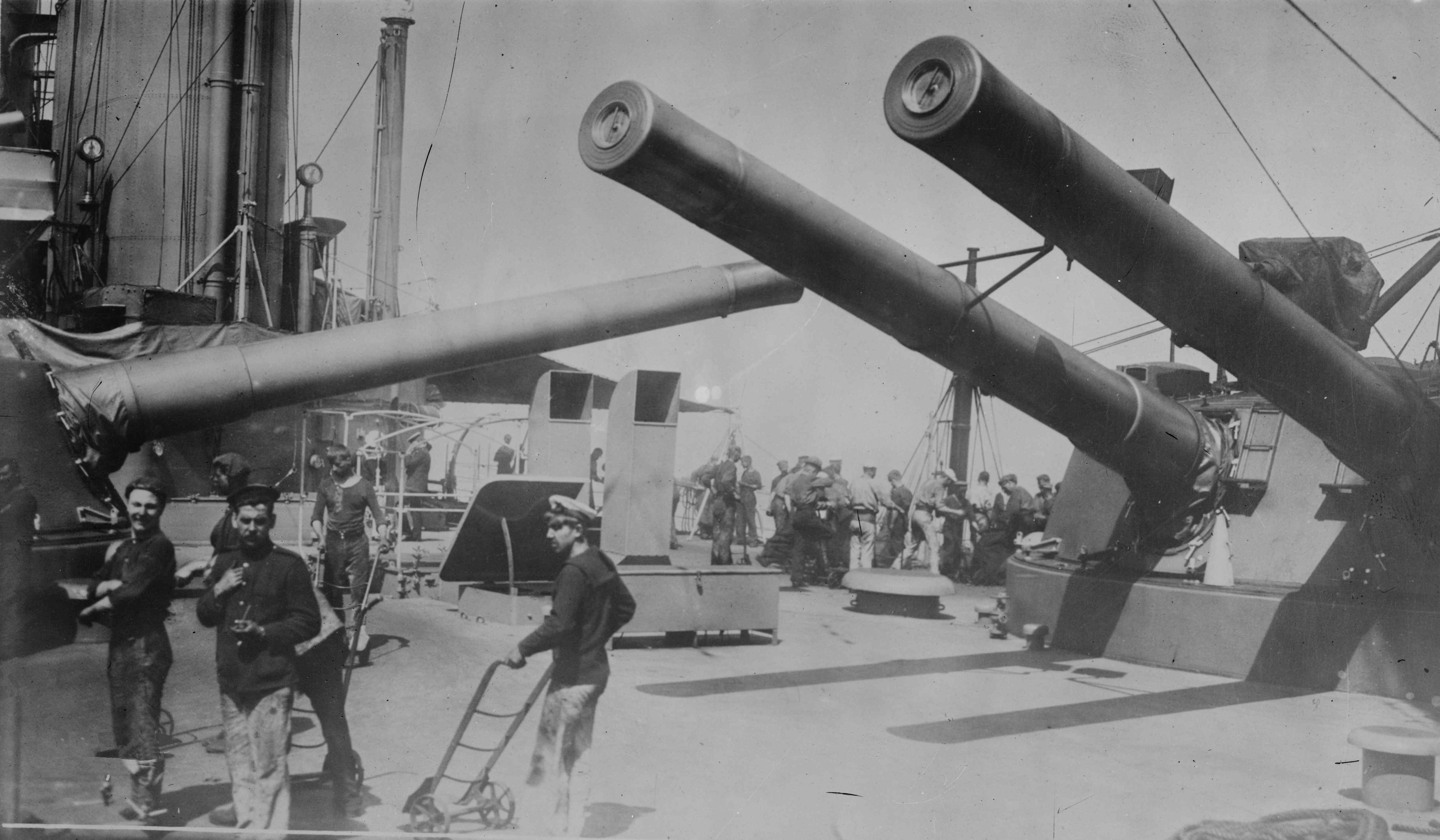
Die beiden 305-mm-Flügeltürme der Indomitable

## Technik
Die Schiffe hatten eine Gesamtlänge von 172,80 m und eine Länge zwischen den Loten von 161,50 m. Die Breite betrug 23,90 m und der Tiefgang 8,10 m. Die Verdrängung lag zwischen 17.290 tn.l. und 20.135 tn.l.

### Antrieb
Die Schiffe waren mit vier Parsons-Dampfturbinen mit Direktantrieb ausgestattet, die jeweils eine Welle antrieben und insgesamt 41.000 Shp (30.155 kW) entwickelten. Damit konnten die Schiffe eine Höchstgeschwindigkeit von 25 Knoten (46 km/h) erreichen. Der Dampf wurde von 31 Yarrow-Wasserrohrkesseln mit einem Arbeitsdruck von 17,2 bar geliefert. Die Schiffe konnten maximal 3.085 tn.l. Kohle oder 725 tn.l. Heizöl mitführen, was ihnen bei 10 Knoten (19 km/h) Marschgeschwindigkeit eine Reichweite von 6.210 Seemeilen (11.500 km) ermöglichte. Die Besatzungen der Schiffe bestanden aus jeweils 784 Offizieren und Mannschaften.

### Bewaffnung

#### Hauptbewaffnung
Die Hauptbewaffnung bestand aus acht 305-mm-Kanonen in vier Zwillingsgeschütztürmen, davon je einer vor und hinter den Aufbauten sowie zwei als leicht versetzten Flügeltürme mittschiffs. Die Geschütze in den Türmen vor und hinter den Aufbauten waren auf Mk-BVIII-Lafetten und die vier anderen auf BX-Lafetten montiert. Alle Lafetten hatten ein Gewicht von 450 bis 500 tn.l. Die 13 m langen Geschütze hatten einen Seitenrichtbereich von 300 Grad. Die Kanonen selbst wogen 58.626 kg und hatten bei einer maximalen Elevation von 13,5° und einer Mündungsgeschwindigkeit von 831 m/s eine Reichweite von 15.040 m. Sie verschossen 386 kg schwere Granaten mit einer Kadenz von etwa 1,5 Schuss pro Minute. Die seitliche Ausrichtung erfolgte mit einer Geschwindigkeit von 4 Grad pro Sekunde und die Erhöhung und Absenkung der Rohre mit einer Geschwindigkeit von 3 Grad pro Sekunde.

#### Sekundärbewaffnung
Die Sekundärbewaffnung bestand aus sechzehn 102-mm-Schnellfeuergeschützen in PI*-Einzellafetten in den vorderen und hinteren Aufbauten. Die 4 m langen Geschütze hatten einen Seitenrichtbereich von 360 Grad. Die Kanonen selbst wogen 1339 kg und hatten bei einer maximalen Elevation von 20° und einer Mündungsgeschwindigkeit von 722 m/s eine Reichweite von 8.780 m. Sie verschossen 11 kg schwere Granaten mit einer Kadenz von rund 10 Schuss pro Minute. 1917 wurden vier 102 mm-Geschütze ausgebaut und statt ihrer zwei Flugabwehrgeschütze installiert. Dabei handelte es sich um eine 102-mm-Flak L/45, die pro Minute bis zu dreizehn 14 kg schwere Granaten bis zu 12,5 km weit oder bei einer maximalen Rohrerhöhung von 85° 10.500 m hoch schießen konnte, und eine 76-mm-Flak L/45, die pro Minute bis zu 20 5,6 kg schwere Geschosse verschießen konnte.

#### Torpedos
Die Schiffe waren jeweils mit fünf 457-mm-Torpedorohren unter Wasser ausgestattet. Zwei befanden sich an Back- und Steuerbord, ein weiteres am Heck. Das Heckrohr wurde 1916 ausgebaut.

### Panzerung
Die Schiffe der Invincible-Klasse hatten einen Panzergürtel aus Krupp-Zementstahl, der sich über die gesamte Länge des Schiffs erstreckte. Er hatte eine Breite von 2,22 m über und 1,17 m unter der Wasserlinie. Der Hauptpanzergürtel war mittschiffs 152 mm dick und erstreckte sich von Turm „A“ bis Turm „X“. Zusammen mit 178 mm starken Querschotten vorn und 152 mm achtern bildete er die gepanzerte Zitadelle. Davor und dahinter verjüngte er sich auf 102 mm. Die Geschütztürme waren rundherum mit 178 mm gepanzert und hatten ein 76 mm dickes Dach. Die darunter liegenden Barbetten waren 178 mm dick. Die Panzerung des vorderen Kommandoturms war zwischen 178 und 254 mm dick und hatte ein 50 mm dickes Dach. Der hintere Kommandoturm war rundherum mit 152 mm gepanzert und hatte ebenfalls ein 50 mm dickes Dach. Der horizontale Schutz bestand aus zwei gepanzerten Decks mit einer Dicke von 25 bis 68 mm.

### Feuerleitung
Die Schiffe der Klasse waren mit 2,7-m-Entfernungsmessern von Barr and Stroud auf den Artillerieleitständen ausgestattet, deren Daten von einem Dumaresq-Analogrechner ausgewertet wurden. Die so ermittelten Daten für Entfernung und Vorhalt wurden zu Anzeigen in den Geschütztürmen übermittelt.

## Schiffe derInvincible-Klasse

### Invincible
Die Invincible wurde am 2. April 1906 auf Kiel gelegt und lief im April 1907 vom Stapel. Nach Kriegsbeginn 1914 nahm sie am Seegefecht bei Helgoland teil. Anschließend wurde sie abkommandiert, um das deutsche Ostasiengeschwader zu vernichten, das sich aus Tsingtau abgesetzt hatte. Im Seegefecht bei den Falklandinseln im Dezember 1914 war sie an der Versenkung der beiden Großen Kreuzer Scharnhorst und Gneisenau beteiligt. Sie kehrte nach Zwischenstopps im Februar 1915 nach England zurück und nahm anschließend als Flaggschiff des 3. Schlachtkreuzergeschwaders im Mai 1916 an der Skagerrakschlacht teil. Dort wurde sie von der Lützow und der Derfflinger mehrfach getroffen und versenkt.

### Inflexible
Die Inflexible wurde am 5. Februar 1906 auf Kiel gelegt und lief im Juni 1907 vom Stapel. Im Krieg war sie 1914 zunächst das Flaggschiff der Mittelmeerflotte und an der Jagd auf die Goeben beteiligt. Anschließend kämpfte sie mit ihrem Schwesterschiff Invincible in der Schlacht bei den Falklandinseln. Anfang 1916 nahm sie an den Marineoperationen in der Schlacht von Gallipoli teil. Als Teil des 3. Schlachtkreuzergeschwaders wurde sie in der Skagerrakschlacht eingesetzt. Nach dem Krieg wurde die Inflexible ausgemustert und 1921 zum Abwracken verkauft.

### Indomitable
Die Indomitable wurde am 1. März 1906 auf Kiel gelegt und lief am 16. März 1907 vom Stapel. Zusammen mit der Inflexible beteiligte sie sich an der Jagd auf die Goeben und nahm im Januar 1915 am Gefecht auf der Doggerbank teil. Sie wurde ebenso wie ihre beiden Schwesterschiffe in der Skagerrakschlacht eingesetzt und anschließend nur noch für Sicherungsaufgaben abgestellt. 1921 wurde sie zum Abwracken verkauft.